# Oukoop (Hollande-Méridionale)
Pour les articles homonymes, voir Oukoop.
Oukoop est un hameau de la commune néerlandaise de Bodegraven-Reeuwijk, dans la province de la Hollande-Méridionale. Le 1er janvier 2007, le hameau comptait 60 habitants.
Oukoop est situé au milieu des lacs des Reeuwijkse Plassen.

## Histoire
De 1812 à 1817, Oukoop avait été rattaché à Waarder. Le 1er janvier 1821, Oukoop passe de la province d'Utrecht à celle de la Hollande-Méridionale.
Oukoop a été une commune indépendante jusqu'au 19 août 1857, date de son rattachement à Hekendorp. Les territoires d'Oukoop et de Hekendorp ne se touchaient pas : ainsi le village d'Oukoop était-il une exclave de Hekendorp.
oui et non